# Microryzomys minutus
Microryzomys minutus és una espècie de mamífer rosegador de la família dels cricètids. Viu a altituds d'entre 1.500 i 4.000 msnm a Bolívia, Colòmbia, l'Equador, el Perú i Veneçuela. Es tracta d'un animal terrestre i arborícola. El seu hàbitat natural són els boscos montans subalpins. Està amenaçat per la desforestació en algunes parts de la seva distribució.